# Wilhelm Sinnwell
Wilhelm „Willi“ Sinnwell (* 1898 oder 1899; † nach 1926) war ein deutscher Turner und Turnlehrer.

## Wirken
Sinnwell war Mitglied des Männerturnvereins Cuxhaven, aus dem 1945 der ATS Cuxhaven hervorging, und galt als hervorragender Gerätturner. 1926 gehörte er, zu dieser Zeit 27 Jahre alt, der sogenannten Amerika-Riege (siehe hierzu Deutschlandriege) des Deutschen Turner-Bunds an, die im Rahmen einer sechswöchigen Reise in die Vereinigten Staaten beim National TurnFest Louisville, Kentucky, turnte.
Später trainierte er beim Turn- und Sportverein Wremen 09.

## Weblink
- Ansichtskarte „W. Sinnwell, Cuxhaven: Fünffache Kehre.“